# Cirolanoniscus willeyi
Cirolanoniscus willeyi är en kräftdjursart som beskrevs av Pillai 1966. Cirolanoniscus willeyi ingår i släktet Cirolanoniscus och familjen Cabiropidae.
Artens utbredningsområde är Kerala (Indien). Inga underarter finns listade i Catalogue of Life.